# Villa Torrigiani (Barberino Val d'Elsa)

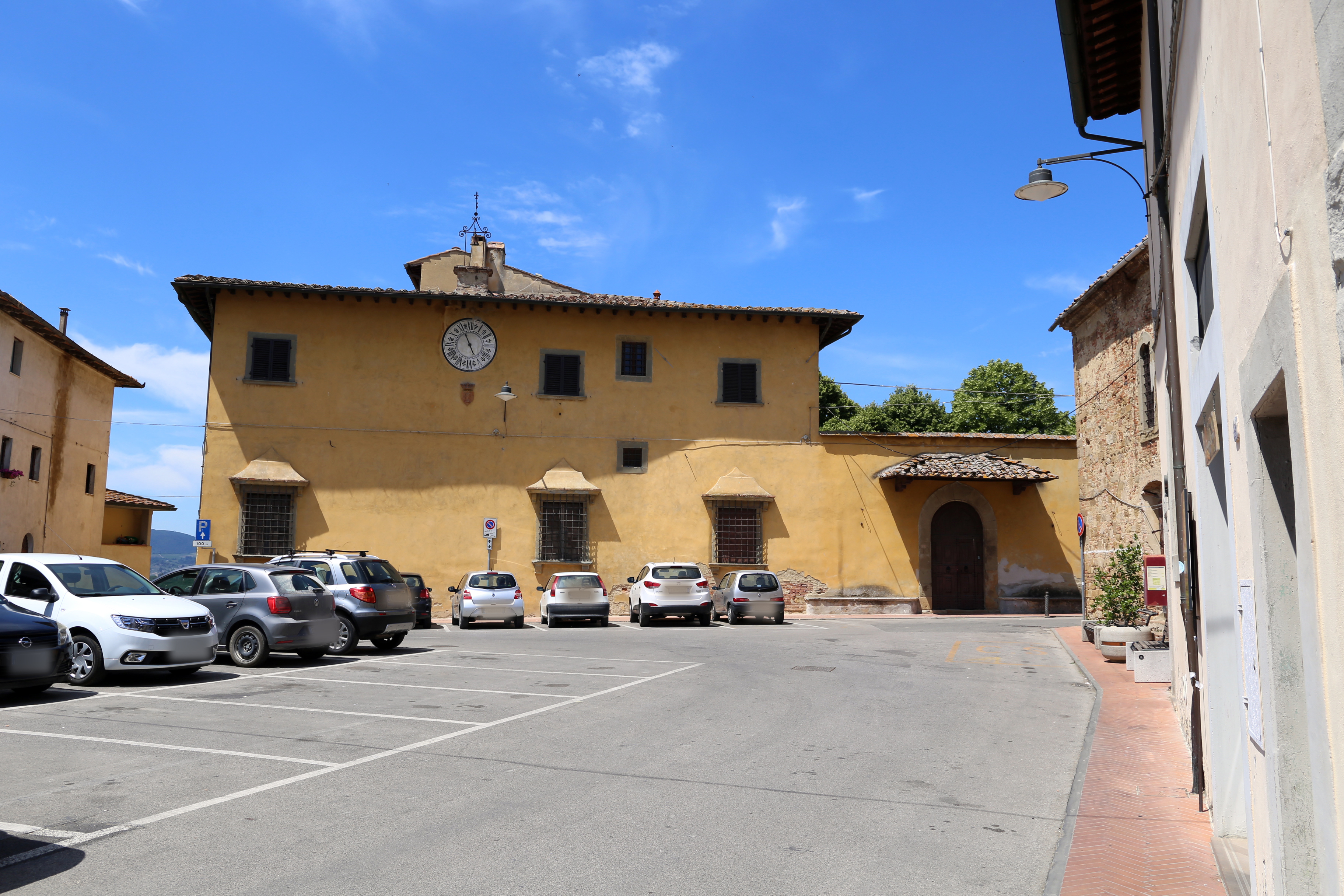
Villa Torrigiani di Vico d'Elsa

Villa Torrigiani si trova in piazza Torrigiani a Vico d'Elsa, frazione di Barberino Val d'Elsa, poco lontano dalla villa Guicciardini di Vico.
Non va confusa con la Villa Torrigiani di Valdigelata, costruzione ottocentesca situata ai margini del borgo. 

## Storia e descrizione

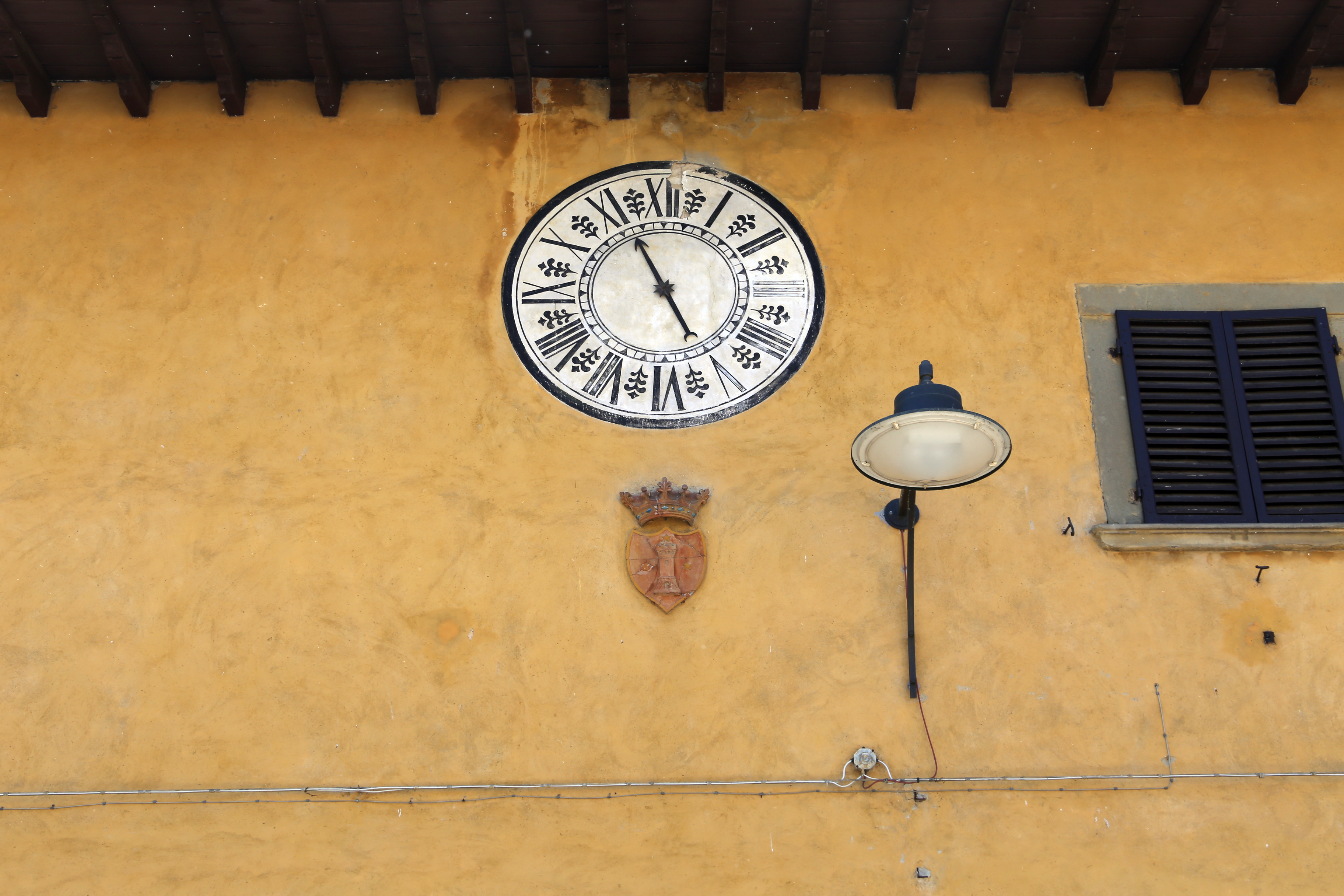
L'orologio in facciata e lo stemma Torrigiani

La villa nacque sui resti del castello di Vico, con consistenti lavori in epoca tardo-rinascimentale, forse frutto dell'ampliamento di una residenza minore antecedente. Per via ereditaria fu dei Torrigiani dalla metà del Seicento, che ampliarono notevolmente la fattoria, dotandola di annessi ancora esistenti come l'orciaia, il frantoio, la tinaia e le cantine, attorno alla residenza padronale. La famiglia vi risiedeva tuttavia saltuariamente, durante alcuni momenti salienti dell'anno agricolo. La tenuta, al massimo dell'estensione, arrivava a comprendere quaranta poderi per oltre 900 ettari di terreno. 
Il fronte principale della villa-fattoria è rivolto verso la piazza, con portale centinato bordato da bozze e protetto da tettuccio sporgente. Vi si aprono tre eleganti finestre in pietra e un orologio, posto all'altezza del primo piano tra altre aperture asimmetriche. 
Sul cortile interno affacciano gli altri corpi di fabbrica, la cappella dedicata a san Bernardo (all'interno una Crocifissione di Giovanni da San Giovanni) e il giardino col torrino merlato, costruito alla fine dell'Ottocento.